# Індіана Джонс і реліквія долі
«Індіана Джонс і реліквія долі» (англ. Indiana Jones and the Dial of Destiny) — американський художній фільм Джеймса Менголда. П'ята стрічка про археолога Індіану Джонса у виконанні Гаррісона Форда. Прем'єра кінокартини відбулася 30 червня 2023 року.
Постарілого Індіану Джонса відвідує його хрещена дочка, втягуючи в пошуки реліквії Архімеда, механізму, здатного переміщувати в часі. За цим механізмом полюють нацисти, з якими археолог боровся в молодості, і тепер справа його життя та сама історія опиняються в небезпеці.

## Сюжет
У 1944 році німецькі нацисти планують вивезти з Нюрнберзького замку Спис Лонгина. Індіана Джонс із колегою-археологом Безілом Шоу, професором Оксфорду, намагаються перехопити Спис. Нацисти схоплюють їх і вішають Індіану, але його рятує вибух авіабомби. Безіл у той час опиняється в полоні, де його допитують. Індіана, втікши з замку, переодягається нацистом і пробирається на поїзд, яким везуть Спис. Він підслуховує слова німецького науковця Юргена Воллера, що Спис фальшивий, але Юрген знайшов половину циферблата антикітерського механізму, створеного давньогрецьким математиком Архімедом. Індіана Джонс рятує Базіла і після бою з Воллером на даху вагона забирає половину циферблата. Обоє вистрибують із потяга перед тим, як його знищує авіаналіт союзників.
У 1969 році, в Нью-Йорку, Індіана Джонс, щойно вийшовши на пенсію, розлучився зі своєю дружиною Меріон, після того, як їхній син Метт загинув у В'єтнамі. Джонса відвідує Гелена Шоу, його хрещена дочка. Вона хоче дослідити циферблат, але Джонс попереджає, що її покійний батько, Безіл, ледь не збожеволів, намагаючись розкрити його секрети. Безіл дав Джонсу циферблат, щоб той його знищив, але Джонс не послухався.
Коли Джонс і Гелена забирають половину циферблата зі сховища Гантер-коледжу, реліквію намагаються викрасти послідовники Воллера. Отримавши після війни роботу в НАСА, Воллер отримує допомогу від групи ЦРУ на чолі з агентом Мейсоном. Гелена тікає з половиною циферблата з метою продати його на чорному ринку. В цей час відбувається парад з нагоди повернення на Землю астронавтів Аполлона-11. Джонс переслідує Гелену на параді, потім на антивоєнному протесті та в метро Нью-Йорка пішки й на коні. Йому не вдається наздогнати викрадачку, натомість він зустрічає свого старого друга Саллаха, який тепер працює таксистом. Саллах розповідає де відбудеться аукціон старожитностей, на якому може бути Гелена.
Джонс їде в Танжер (Марокко) на аукціон, де циферблат хоче купити Воллер. Стається бійка, до якої встряє колишній коханець Гелени, Рахім. Воллер і його поплічники викрадають циферблат. Джонс, Гелена та її юний помічник Тедді Кумар переслідують злодіїв на авторикші. Агент Мейсон затримує Воллера та намірюється убити його, але люди Воллера вбивають агентів ЦРУ та викрадають їхній гелікоптер.
Джонс, Гелена й Тедді стежать за Воллером і прибувають до Греції й об'єднуються з Ренальдо, другом Джонса, який займається глибоководним зануренням. Вони дістають зі стародавнього затонулого корабля в Егейському морі воскову табличку, в якій сховано золотий диск із підказкою щодо розташування другої половини циферблата. Прибуває Воллер і вбиває Ренальдо, а потім переслідує групу Джонса аж до гробниці Архімеда на Сицилії.
Потрапивши до заплутаної печери, Джонс і Гелена знаходять гробницю та скелет Архімеда, що тримає другу половину циферблата. Гелена зауважує, що на саркофазі зображено пропелери, а на руці скелета - сучасний годинник. З'являється Воллер і підтверджує слова Безіла, що антикітерський механізм міг вираховувати місця міжчасових розломів. Воллер забирає Джонса на літак, дорогою пояснюючи свій план вирушити в 1939 рік, убити некомпетентного Адольфа Гітлера та привести Німеччину до перемоги у Другій світовій війні. Воллер складає циферблат і встановлює курс польоту до міжчасового розлому. Тоді виявляється, що Гелена пробралася на той же літак, а Тедді переслідує їх на іншому літаку.
Під час польоту Джонс припускає, що дрейф континентів достатньо змінив географію з часів Архімеда, тому координати, обраховані механізмом, стали хибні. Літаки переносяться не в 1939 рік, а в 212 рік до нашої ери, в час облоги Сіракуз римлянами. Римляни сприймають літак Воллера за дракона та стріляють у нього з баліст. Індіана та Гелена вистрибують із парашутом перед тим, як літак розбивається. Літак Тедді приземляється, і Гелена хоче скористатися ним для повернення в 1969 рік. Джонс бажає залишитися і побачити давню історію на власні очі, але Гелена побоюється, що це непередбачувано змінить хід подій.
Архімед оглядає місце падіння літака та знаходить наручний годинник Воллера, після чого повертає Джонсу та Гелені їхній циферблат. З його слів виявляється, що Архімед створив механізм з метою отримати допомогу проти римлян з майбутнього. Коли Джонс попри все надалі відмовляється повертатися, Гелена вдаряє його.
Джонс прокидається у своїй квартирі та зустрічається з Геленою, Тедді, Саллахом, а також Меріон, яка допомагає йому одужати після поранень. Наодинці Джонс і Меріон обіймаються і миряться.

## У ролях
- Гаррісон Форд — Індіана Джонс
- Фібі Воллер-Брідж — Гелен Шоу
- Мадс Міккельсен — Юрген Воллер
- Антоніо Бандерас — Ренальдо
- Джон Ріс-Девіс — Саллах
- Шонет Рене Вілсон — Мейсон
- Томас Кречманн — полковник Вебер
- Бойд Голбрук — Клабер
- Тобі Джонс — Безіл
- Олівер Ріхтерс — Хаук
- Насер Мемарція — Архімед

## Сприйняття
П'ятий фільм про Індіану Джонса отримав на сайті-агрегаторі «Rotten Tomatoes» 69 % схвальних рецензій кінокритиків; 88 % широкої авдиторії також схвалили фільм. Консенсус критиків стверджує: «Це не так захопливо, як попередні пригоди, але приплив ностальгії від повернення Гаррісона Форда в дію допомагає „Індіані Джонсу та реліквії долі“ знайти кілька останніх частинок кінематографічного скарбу». В той же час початкові касові збори фільму виявилися порівняно малими, $60 млн за перші вихідні показів у США та ще $70 млн за кордоном. Таким чином це стала друга велика касова невдача слідом за «Флешем».
Браян Лоурі для CNN описував: Індіана Джонс постає в цьому фільмі як реліквія, залишок іншої епохи, що з'являється з метою сказати своє останнє слово. Вступ, дія якого відбувається в 1943 році, є одним із найкращим прикладів цифрового омолодження акторів на екрані. Решту ж фільмі старий Гаррісон Форд грає старого Індіану Джонса. Цей фільм, перший у серії, знятий не Стівеном Спілбергом, поступається «Індіані Джонсу» 1 і 3, але перевершує «Індіану Джонса 4», підсумовуючи життя персонажа. Тому «„Індіана Джонс і реліквія долі“ слугує гарним симетричним форзацом для його майже півстолітньої кар'єри зірки бойовиків і ролі, яку він виконував понад чотири десятиліття».
Джонні Олексинський у газеті «New York Post» зазначав: як і в «Кришталевому черепі», фільм режисера Джеймса Менголда намагається поєднати надприродну тематику з науковою фантастикою, що дає суперечливі результати в купі з постарілим Індіаною Джонсом. Численні гонитви в різних містах світу набридливі, фільм прагне наслідувати сучасні бойовики, але з 80-ирічним Гаррісоном Фордом у головній ролі, щоб продовжити серію про Індіану Джонса в тому ж статусі, в якому вона зародилася. Проте «У той час як Форд, як завжди, безладний і милий, Інді ніколи не був тією роллю, яку слід було б грати протягом 41 року».
Майкл О'Салліван писав у газеті «The Washington Post», що це фільм про Індіану Джонса, який дуже нагадує всі інші фільми серії. В ньому є раптова поява персонажів, які втягують Індіану у пригоди, багато подорожей, нескладні головоломки та нехтування законами фізики, що втім розважає. Передумова сюжету про антикітерський механізм, який передбачає розломи в часі, незрозуміла, послаблюючи і без того слабку переконливість. Але при своїх недоліках «Реліквія долі» є підсумком для 80-ирічного Гаррісона Форда, 91-річного композитора Джона Вільямса, і 76-річного Стівена Спілберга, який нарешті передав кермо Джеймсу Менголду.
Згідно з підсумком Микити Казимирова на сайті ITC.ua, «Можна ще довго розмірковувати про місце кіно „Індіана Джонс і реліквія долі“ в контексті сучасного кінематографа і культури загалом, але правда вкрай прозаїчна. Це фільм, який цілком і повністю базується на вашому почуттю ностальгії. Якщо Індіана Джонс для вас — це просто гарне ім'я, то і п'ята частина ніяких особливих почуттів у вас не викличе».